# Sixt (entreprise)
Pour les articles homonymes, voir Sixt.
 (décembre 2014).
 (novembre 2013).
Si vous disposez d'ouvrages ou d'articles de référence ou si vous connaissez des sites web de qualité traitant du thème abordé ici, merci de compléter l'article en donnant les références utiles à sa vérifiabilité et en les liant à la section « Notes et références ».

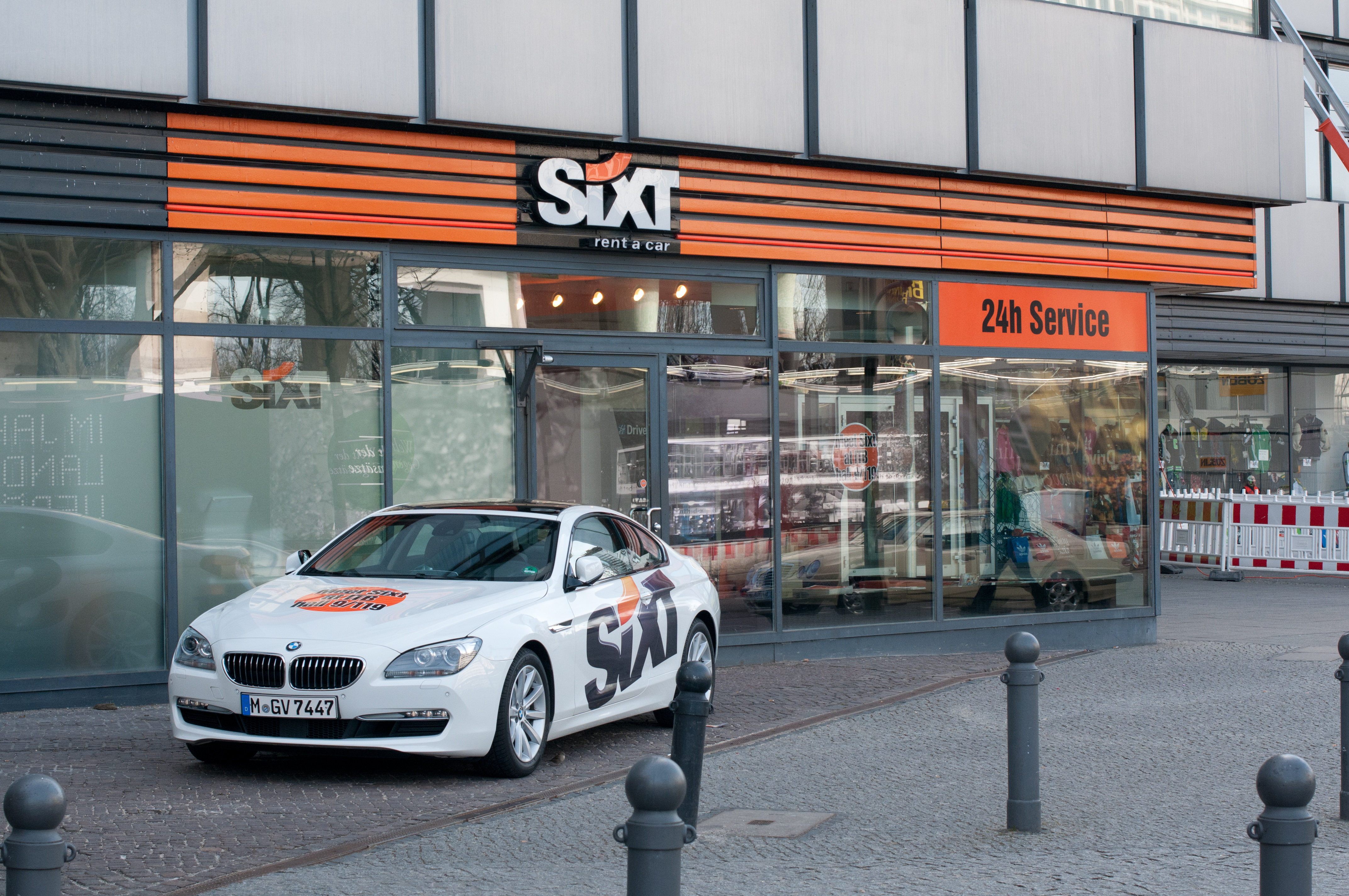
Une agence à Berlin

Sixt International est une entreprise allemande de location de voiture, fondée en 1912 à Munich.

## Histoire
- 1912 Martin Sixt fonde l'entreprise de location de voiture Sixt. À l'origine, Sixt est spécialisée dans les excursions d'une journée et les visites.
- 1914 Les véhicules et les conducteurs sont placés sous le haut commandement de l'armée et confisqués.
- 1919 Martin Sixt achète le site de Munich dans Seitzstraße.
- 1927 Martin Sixt intègre à l'entreprise son neveu Hans Sixt.
- 1938 Le boycott économique contre l'Allemagne amène Sixt au bord de la faillite.
- 1939 La Wehrmacht allemande confisque à nouveau tous les véhicules de location Sixt.
- 1945 Martin Sixt meurt au mois de mai. Les bombardements ont détruit son entreprise.
- 1946 L'entreprise est relancée après la Seconde Guerre mondiale avec la mise en place d'un parc de taxis pour les membres de l'armée américaine.
- 1966 Ouverture de bureaux à l'aéroport de Francfort et de Munich.
- 1969 Erich Sixt (de), maintenant président du Conseil d'administration de Sixt[Quand ?], entre dans l'entreprise familiale.
- 1970 Les camions et utilitaires sont ajoutés à la flotte de véhicules.
- 1976 Regine Sixt (de) rejoint la société et signe des contrats de partenariat avec des compagnies aériennes et des chaînes d'hôtels.
- 1977 Sixt ouvre des agences dans les aéroports en Allemagne.
- 1980 Mise en place de Auto Leasing GmbH (ASL) avec Disko-Group à Düsseldorf.
- 1982 Changement de nom Auto Sixt devient Sixt Autovermietung GmbH.
- 1986 Première cotation de Sixt en bourse.
- 1993 Création d'une nouvelle structure pour le groupe avec Sixt AG qui devient une holding.
- 1994 Lancement de CarExpress Service.
- 1997 Participation majoritaire dans la Motorwagen MOHAG "Handelsgesellschaft".
- 2000 Sixt fonde e-Sixt AG. Regine Sixt fonde Kinderhilfe eV.
- 2003 Sixt lance la marque SIXTI et de la prestation Holiday Cars.
- 2007 Konstantin Sixt (d) devient directeur général de e-Sixt.
- 2018 Sixt cède ses parts de DriveNow au Groupe BMW.
- 2021 Sixt devient un sponsor de Galatasaray.

## Principaux actionnaires
Au 18 mai 2020.
| Erich Sixt                        | 58,3% |
| DWS Investment                    | 5,01% |
| Norges Bank Investment Management | 2,66% |
| Groupama Asset Management         | 1,72% |
| The Vanguard Group                | 1,52% |
| Dimensional Fund Advisors         | 0,92% |
| Mason Street Advisors             | 0,91% |
| Alken Asset Management            | 0,69% |
| Mellon Investments                | 0,65% |
| BlackRock Fund Advisors           | 0,52% |

## Sixt en France: données financières et juridiques
La filiale française a été immatriculée le 5 mars 1997.
Son siège social est à Avrigny (Oise).
Elle est dirigée depuis le 22 mai 2010 par Jean Philippe Doyen.
Elle est, en France, la 5 ème entreprise du secteur derrière Fraikin, Hertz, Europcar et Avis.
|                                        | 2014 | 2015 | 2016 | 2017  | 2018 |
| -------------------------------------- | ---- | ---- | ---- | ----- | ---- |
| Chiffre d'affaires en millions d'euros | 145  | 174  | nc   | 225   | 264  |
| Résultat net en millions d'euros       | +4,6 | +8,5 | nc   | +24,9 | +31  |
| Effectif moyen annuel                  | 40   | 43   | nc   | 35    | 38   |